# 伯爵令嬢マリツァ
『伯爵令嬢マリツァ』（ドイツ語: Gräfin Mariza）は、エメリッヒ・カールマンが1924年に作曲し、同年2月28日にアン・デア・ウィーン劇場で初演された全3幕のオペレッタ。カールマンのオペレッタ作品の中では『チャールダーシュの女王』と並ぶ人気作であり、しばしば上演される。テノールの聴かせどころが多く、リヒャルト・タウバー、フリッツ・ヴンダーリヒ、ニコライ・ゲッダ、ルネ・コロら歴史的名歌手たちがタシロを持ち役としてきた。ドイツ語や英語では伯爵夫人、伯爵令嬢ともに同じ単語なので題名の訳は難しいが、ヒロインは父を亡くして伯爵家を預かっている未婚の令嬢である。女伯爵が実情に近い。

## 登場人物
- マリツァ伯爵令嬢 (ソプラノ）- 伯爵令嬢
- タシロ伯爵（テノール）- 破産したヴィッテンブルク伯爵家の長男 （名を隠してマリツァの領地管理人をしている）
- リーザ（ソプラノ）- タシロ伯爵の妹
- コローマン・ジュバン男爵（テノール）- マリッツァが思い付いた架空の婚約相手と同じ名前の男爵

| スタブアイコン | サブスタブ | この項目は、まだ閲覧者の調べものの参照としては役立たない、クラシック音楽に関連した書きかけの項目です。この項目を加筆・訂正などしてくださる協力者を求めています（P:クラシック音楽/PJ:クラシック音楽）。 |